# Christoph Wolfgang Druckenmüller
Christoph Wolfgang Druckenmüller (1687–1741) was een Duits organist en componist.

## Biografie
Druckenmüller was telg uit een organistenfamilie. Zijn grootvader Georg Wolfgang Druckenmüller was een leerling van Heinrich Scheidemann in Hamburg, zijn vader Johann Jacob Druckenmüller was organist in Ratzeburg en in Norden (Oost-Friesland) aan het beroemde Arp Schnitger-orgel. De positie in Norden was voorheen in handen van Johann Dietrich, een oom van Christoph Wolfgang. Ook zijn halfbroer Johann Lorenz was een bekende organist.
Op twintigjarige leeftijd werd Christoph Wolfgang Druckenmüller organist in Jork, 23 jaar later werd hij benoemd tot lid van de als rooms-katholieke kathedraal gebouwde Dom van Verden, waar hij tot aan zijn dood 10 jaar werkte. Van de jonge Druckenmüller werd gezegd dat hij dol was op het uitvoeren van lange voorspelen en zich daardoor impopulair maakte bij de predikanten. Uit zijn benoeming tot dom-organist in Verden blijkt echter dat hij later in hoog aanzien stond.
Bekend zijn van Christoph Wolfgang Druckenmüller zijn vier concerten in G, F, D en A voor orgel solo, evenals een prelude en een ciaconne in D. Een aantal orgelwerken maken deel uit van het Husumer orgelboek, dat in 2001 opnieuw werd uitgegeven door Carus-Verlag. Daarnaast zijn de concerten van Christoph Wolfgang Druckenmüller ook uitgegeven door Strube en Armelin. De concerten hebben altijd drie delen, snel - langzaam – snel. De hoekdelen zijn soms effectieve stukjes in de "Italiaanse stijl", de langzame middelste delen zijn opvallend kort gehouden in alle vier de concerten.
- CiNii: DA14650445
- Gemeinsame Normdatei: 104666588X
- International Standard Name Identifier: 0000 0000 8250 3429
- Library of Congress Control Number: no2005039500
- MusicBrainz: e409cd6b-a773-420c-9424-53af8915766d
- Nederlandse Thesaurus van Auteursnamen: 280499507
- Virtual International Authority File: 63740095
- WorldCat: E39PCjvPMgHwTKCW8Rj69KBbMP